# Acción del 4 de abril de 1808
La Acción del 4 de abril de 1808 fue un enfrentamiento naval frente a la costa de Rota cerca de Cádiz, España, donde las fragatas navales reales Mercury, Alceste y Grasshopper interceptaron un gran convoy español protegido por veinte cañoneras y un tren de baterías cerca de la costa.

## Antecedentes
La Royal Navy seguía llevando a cabo tareas de bloqueo alrededor de Cádiz durante dos años desde Trafalgar (1805). La intención era la misma que en 1805 para mantener "encerrada" la flota franco-española y también para vigilar cualquier movimiento por mar y atacar si era necesario. Estos incluían embarcaciones como la que estaba bajo el mando del capitán Murray Maxwell con su fragata de 38 cañones Alceste  la fragata de 28 cañones Mercury, el capitán James Alexander Gordon y el bergantín de 18 cañones Grasshopper (16 carronadas, 32 libras y dos seis largos), bajo el mando del capitán Thomas Searle.

## Ataque
Fragata de 38 cañones Alceste, capitaneada por el capitán Murray Maxwell, junto con la fragata de 28 cañones Mercury, el capitán James Alexander Gordon y el bergantín de 18 cañones Grasshopper (16 carronadas, 32 libras y dos largos seis), comandada por el capitán Thomas Searle, yacían anclados sobre Tres millas al noroeste del faro de San Sebastián, cerca de Cádiz. Un gran convoy, bajo la protección de una veintena de cañoneras y un numeroso tren de artillería voladora en la playa, se observó descender de cerca a lo largo de la playa. orilla desde el norte. A las 15 horas, estando el convoy español frente a la localidad de Rota, el Alceste y la escuadra pesaron, con el viento de oeste-suroeste, y sustituyeron el cuerpo de los barcos españoles.
A las 4 de la tarde los disparos y obuses de las cañoneras y baterías españolas que pasaban sobre ellos, entonces los barcos británicos abrieron fuego. El Alceste y el Mercury dedicaron su atención principal a los cañoneros; mientras que el Grasshopper, sacando mucha menos agua, se colocó sobre el bajío al sur del pueblo y tan cerca de las baterías que por la uva de su carronada expulsó a los españoles de sus cañones, y al mismo tiempo mantuvo a raya a una división de cañoneras que habían salido de Cádiz para ayudar a los contratados por las dos fragatas. La situación de Alceste y Mercury también fue bastante crítica, teniendo en el estado del viento virar cada quince minutos cerca del final del bajío.
El primer teniente del Alceste , el teniente Stewart, pretendía abordar el convoy con botes. En consecuencia, los barcos del Alceste con marines partieron y los barcos del Mercury los siguieron rápidamente. Cuando se encontraron con el convoy, las dos divisiones de barcos, lideradas por el teniente Stewart, pronto abordaron y sacaron a siete mercantes, de debajo de las bocas de los cañones españoles y de bajo la protección de las barcazas y pinazas de la escuadra franco-española. de siete velas de línea; cuyas barcazas y pinazas también habían efectuado en ese momento su unión con las cañoneras. A primera hora de la tarde, la acción había terminado y las tres fragatas partieron con los premios capturados.

## Consecuencias
Además de los siete mercantes capturados, dos de las cañoneras fueron destruidas y otras siete habían corrido a la orilla por el fuego de las dos fragatas y el bergantín británicos. Los comerciantes contenían madera para barcos, pólvora y armas. El costo para los británicos fue un muerto y dos heridos leves a bordo del Grasshopper. Sin embargo, los daños sufridos por estos últimos fueron extremadamente severos, así como en el casco, mástiles, aparejos y velas. Con la excepción de un ancla perdida por el Mercury, el daño a las dos fragatas se limitó a sus velas y aparejos.